# دنيس غابور
هو مهندس بريطاني مجري في مجال الهندسة الكهربية ومخترع، معروف باختراعه للتصوير ثلاثي الأبعاد والذي حصل على أثرة جائزة نوبل في الفيزياء سنة 1971

## السيرة الذاتية
ولد باسم دنبس جنسيزبرج من عائلة يهودية في بودابست بالمجر، كأول ابن لبيرنات جنيسيزبرج واديل جاكوبوفيتس، وفي سنة 1902 حصلت العائلة على الاذن لتغير لقب العائلة من جنسيزبرج لجوبر، وقد خدم مع المدفعية المجرية في شمال أيطاليا خلال الحرب العالمية الأولى، ودرس في جامعة بودابست الفنية منذ سنة 1918 ثمفي ألمانيا في جامعة تشارلوتنبرج الفنية في برلين، وفي بداية حياته المهنية قام بتحليل خصائص الضغط العالي باستخدام الشعاع الكاثوديل (oscillographs) والذي أدى إلى اهتمامه بالضوئيلت الإلكترونية، وبدراسة العمليات الأساسية للتصوير ثلاثي الأبعاد توصل جوبر إلى أجهزة تعمل بالشعاع الإلكتروني كالمنظار الإلكتروني، في الواقع ناقش جوبر رسالة الدكتوراة الخاصة به في مجال الشعاع الكاثودي في سنة 1927 وعمل على اللمبات البلازمية (plasma). في عام 1918 تحول جوبر هو وعائلته من الديانة اليهودية إلى الديانة المسيحية على مذهب اللوثرية.
غادر جوبر اليهودي الأصول من ألمانيا النازية في سنة 1933 ودعي لبريطانيا ليعمل في قسم التطوير في شركة هوستن في رجي، ورويكستير، وخلال هذة الفترة قابل مارجوري بولتر وتزوجها في سنة 1936، ثم حصل على الجنسية البريطانية في سنة 1946 وفي سنة 1947اخترع التصوير ثلاثي الأيعاد أثناء عمله في شركة تومسن هرستن.وقد قام بتجارب باستخدام مصدر ضوء قوس زئبقي منفي للغاية ومع ذلك أول تصوير ثلاثي الابعاد أطلق سراحه كان في عام 1964 بعد اكتشاف الليزر باربع سنوات (اليزر هو أول مصدر للضوء المركز والمتماسك) ومنذ ذلك الحين أصبح التصوير ثلاثي الابعاد متوفر تجاريا.
وقد ركزت ابحاث جوبر على مدخلات ومخرجات الإلكترون والذي أدى به إلى اختراع أعادة التصوير ثلاثي الا بعاد، كانت الفكرة الرئيسية لالتقاط صور ضوئية ممتازة هي استخدام كافة المعلومات المتاحة، ليس فقط المقدار كما يحدث في التصوير الضوئي ولكن أيضا الاتحاه وبهذه الكيفية يمكننا الحصول على صورة كاملة الأبعاد، وقد نشر حوبر نظرياته العلمية في إعادة التصوير ثلاثي الأبعاد في سلسلة ابحاث من سنة 1946 إلى 1951.
قام جوبر بالابحاث في كيفية التواصل والسمع بين البشر، وكانت نتيجة بحثه سبب في خروج نظرية تحليل جرانيلير وقد ادعى الملحن اليوناني لانس أكسينكس أنه هو من ابتكر هذه الطريقة، وكانت أبحاث جوبر في هذا المجال والمجالات المتعلقة به سبب وأساسا لتطور التحليل الزمني والترددي.
في سنة 1948 انتقل جوبر من رجبي إلى الكلية الملكية بلندن وفي سنة 1958 أصبح استاذا في الفيزياء حتى تقاعده في سنة 1967 وقد أمضى معظم أوقات تقاعده في أيطاليا ومع ذلك ظل متصلا بالكلية الملكية كزميل بحثي وأصبح أيضا أحد العلماء العظماء في معامل (CBS) في سنغافورة كونيكتيكتك، وهناكتعاون مع صديق عمره ورئيس معامل (CBS) الدكتور جولدمارك في العديد من وسائل الاتصال والعرض.
وقد اسميت إحدى حالات الانتظار في الكلية الملكية باسمه تكريما له على انجازاته واسهاماته في هذه الكلية وقد طور الاهتمام بالتحليل الاجتماعي ونشر كتاب المجتمع الناضج رؤية على المستقبل في سنة 1972.

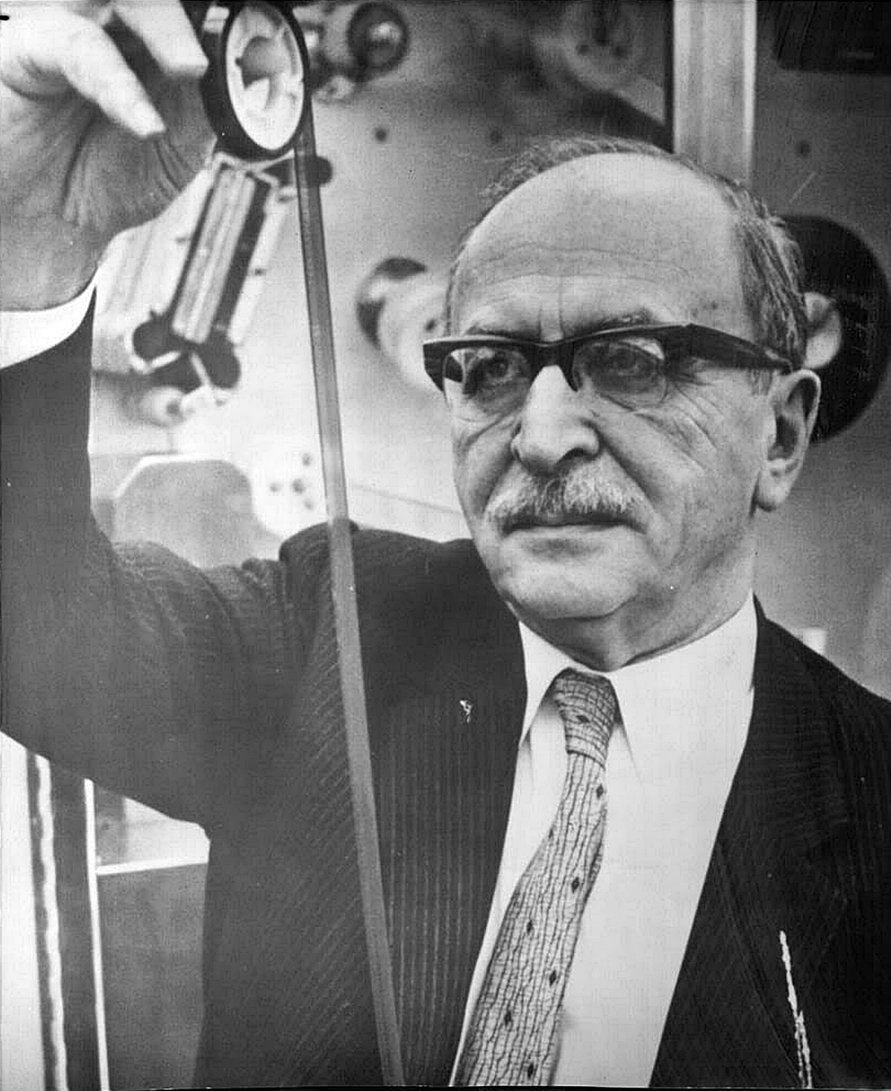
دينيس جابور عام 1971

وقد حقق حوبر نجاحا ملحوظا وشهرة عالمية بسبب ملاحقته للتطور السريع في تقنيات الليزر وانتشار استخدامات التصوير ثلاثي الأبعاد (مثل الفن وتسجيل المعلومات والتعرف على الأشكال المختلفة), ونال العديد من الجوائز بجانب جايزة نوبل.

## الجوائز
- زميل الجمعية الملكية 1956
- دكتوراه من جامعة لندن 1964
- عضو فخري في الأكاديمية الهنغارية للعلوم 1964
- وسام وجائزة يونج لبحثه البارز في حقل البصريات 1967
- جائزة كولومبوس من المعهد الدولي للاتصالات، جنوى 1967
- وسام رمفورد من الجمعية الملكية سنة 1968
- وسام ألبرت ميكلسون من معهد فرانكلين، فيلاديلفيا 1968
- دكتوراه فخرية من جامعة ساوثهامبتون 1970
- جائزة نوبل في الفيزياء لاختراعه وتطويره لنظام التصوير ثلاثي الأبعاد سنة 1971
- دكتوراه فخرية من جامعة Delft للتقنية 1971.
- قائد في تنظيم الامبراطورية البريطانية سنة 1971
- دكتوراه شرفية من جامعة ديلفت للتكنولوجيا سنة 1971
- جائزة هولواك من مجتمع الفيزياء الفرنسي سنو 1972
- افتتحت كلية لندن الملكية قاعة جوبر تكريما له سنة 2009.

## الجوائز التي سميت باسمه
يقدم المجتمع الدولي للهندسة البصرية (SPIE) جائزة سنويا اطلقو عليها اسم دنيس جوبر تقديرا منهم لانجازاته الفائقة في تكنولوجيا حيود صدر الموجه وخوصا هؤلاء الذين يطورون في مجال التصوير ثلاثي الأبعاد وتطبيقات علم القياسات.
وتقدم أيضا مؤسسة (NOVOFER)التابعة لللأكاديمية المجرية للعلوم جائزتها السنوية العالمية والمسماة باسمه للعلماء اليافعين والباحثين في مجال الفيزياء والتكنولوجيا التطبيقية.
وتمنح ميدالية جوبر بواسطة المجتمع الملكي بلندن للتميز المشهود في الموازنة بين الحياة الاجتماعية والتخصصات الأخرى.

## روابط خارجية
- دنيس غابور على موقع الموسوعة البريطانية (الإنجليزية)
- دنيس غابور على موقع مونزينجر (الألمانية)
- دنيس غابور على موقع إن إن دي بي (الإنجليزية)